# Jubilej godine milosrđa
Jubilej godine milosrđa (latinski: Iubilaeum Extraordinarium Misericordiae) bila je izvanredna jubilejska godina posvećena Božjemu milosrđu.  Trajala je od blagdana Bezgrešnog začeća 8. prosinca 2015. do blagdana Krista Kralja 20. studenog 2016.
Jubilej godine milosrđa najavio je prvi put papa Franjo, 13. ožujka 2015. Proglasio ga je u travnju 2015. papinskom bulom Misericordiae Vultus (hrv: "Lice Milosrđa"). To je XXVII. sveta godina u povijesti Crkve, prva nakon Velikoga jubileja 2000. godine za vrijeme papinstva pape Ivana Pavla II. Dan otvaranja Jubileja godine milosrđa bio je na pedesetu obljetnicu završetka Drugoga vatikanskog koncila. 
Papa je naglasio da želi da se Jubilej slavi ne samo u Rimu, nego diljem svijeta; po prvi put sveta vrata otvorila su se u biskupijama po svijetu, bilo u glavnoj katedrali ili u lokalnim povijesnim crkvama (npr. marijanska svetišta). Prva vrata Milosrđa otvorio je papa Franjo u gradu Bangui 29. studenoga 2015. godine tijekom apostolskog pohoda trima afričkim zemljama – Keniji, Ugandi i Srednjoafričkoj Republici – od 25. do 30. studenoga 2015.

## Oproštenje grijeha
Istaknuta značajka bule jubileja odnosi se na oproštenje grijeha. Papa se nada da će ispovjednici biti pravi znak Očeva milosrđa i da će moći primati vjernike poput oca u prispodobi o izgubljenom sinu, dakle poput onoga koji trči ususret svome sinu, iako je protratio svoja dobra. Novost je i slanje »misionara milosrđa« u mjesne Crkve. Riječ je o svećenicima kojima će biti dane ovlasti odrješenja onih grijeha koji su pridržani Svetoj Stolici. Inače se u buli velika važnost u Svetoj godini pridaje sakramentu ispovijedi.
| »                                        | Milosrđe je sam temelj crkvenog života. Sva bi njezina pastoralna aktivnost trebala biti okupljena nježnošću koju predstavlja vjernicima; ničemu u njezinim propovijedima ili svjedočanstvima prema svijetu ne smije nedostajati milosrđa. Sama vjerodostojnost Crkve se očituje u tome kako pokazuje milosrdnu i suosjećajnu ljubav. | « |
| (papa Franjo: bula Misericordiae Vultus) | |   |